# Abbaye Sainte-Hildegarde d'Eibingen
L'abbaye Sainte-Hildegarde (Abtei St. Hildegard) est une abbaye bénédictine féminine située à Eibingen, près de Rüdesheim am Rhein, dans le diocèse de Limbourg (Limburg an der Lahn) en Hesse. Elle est vouée à sainte Hildegarde et appartient à la congrégation de Beuron de la confédération bénédictine.

## Histoire

### Première fondation
La première communauté fut fondée par sainte Hildegarde de Bingen, en 1165, tout près de l'abbaye de Rupertsberg. L'abbaye fut dispersée et la communauté expulsée, lors des lois de sécularisation de 1803, recès d'Empire influencé par la politique napoléonienne.

### Seconde fondation
Le prince Charles VI de Löwenstein-Wertheim-Rosenberg (1834-1921), deux fois veuf, fait reconstruire l'abbaye en style néo-roman entre 1900 et 1904. Il sera ordonné prêtre dominicain en 1908 à l'âge de 74 ans et abandonnera son titre et sa fortune. Des religieuses allemandes de l'abbaye Saint-Gabriel de Prague viennent fonder la nouvelle communauté en 1904. L'église abbatiale, construite entre 1900 et 1904, est dotée d'un riche décor peint réalisé par les artistes de l'école de Beuron.
Les autorités national-socialistes ferment l'abbaye en 1941. Les bénédictines retrouvent leur abbaye à la fin de 1945.
Aujourd'hui, l'abbaye vit de son vignoble réputé, de travaux de couture et d'artisanat. Les bénédictines reçoivent à l'hôtellerie pour des retraites spirituelles. L'abbaye est dirigée depuis 2000 par la mère-abbesse Clementia Killewald.

## Marienrode
Les sœurs fondent à leur tour en 1988 un prieuré dans l'ancienne abbaye de Marienrode, près de Hildesheim en Basse-Saxe. Il devient indépendant en 1998 et fait aussi partie de la congrégation de Beuron.